# Bheki Dlamini
Bheki Dlamini serviu como primeiro-ministro interino da Suazilândia de 18 de setembro de 2008 a 23 de outubro de 2008.

## Biografia
Dlamini foi entre 2006 e 2013 chefe do escritório real do Rei Mswati III. Após a exoneração do governo anterior do primeiro-ministro Absalom Themba Dlamini, em 18 de setembro de 2008 ele era o primeiro-ministro em exercício da Suazilândia. Ele ocupou esse cargo até 23 de outubro de 2008, sendo então substituído por Barnabas Sibusiso Dlamini.